# Dessalines
Dessalines (em crioulo, Desalin), é uma comuna do Haiti, situada no departamento de Artibonite e no arrondissement de Dessalines. De acordo com o censo de 2003, sua população total é de 127529 habitantes.
A cidade de Dessalines  recebeu este nome em homenagem a Jean-Jacques Dessalines, herói revolucionário e primeiro dirigente da jovem República do Haiti. A cidade fica a apenas 29 km de Gonaives, a capital do departamento de Artibonite.